# Rongorongo tekst O

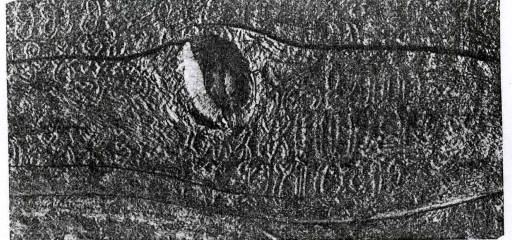
Fragment tabliczki z Berlina pokrytej pismem rongorongo

Rongorongo tekst O, tabliczka z Berlina – pochodzący przypuszczalnie z XIX w. zabytek piśmiennictwa Polinezyjczyków zamieszkujących Wyspę Wielkanocną, zapisany pismem rongorongo.
Zabytek został zakupiony od tubylców w roku 1882 przez uczestników niemieckiej ekspedycji na Wyspę Wielkanocną i w roku następnym przekazano go do Muzeum Etnologicznego w Berlinie, w zbiorach którego wciąż pozostaje (pod numerem inwentarzowym VI 4878). Jest to częściowo zachowana inskrypcja w piśmie rongorongo wyryta na obrobionym przez człowieka kawałku konara pozyskanego z lokalnego drzewa Thespesia populnea (choć wcześniej postulowano, że przedmiot powstał z drewna wyrzuconego na brzeg). Tabliczka ma charakterystyczny zagięty kształt (co odpowiada specyfice rozwoju tego gatunku drzewa), stąd też bywa zwana „bumerangiem”. Jej wymiary to 103 × 12,5 × 6 cm. Waży 2,6 kg, jest najcięższym zachowanym zabytkiem miejscowego piśmiennictwa. Materiał ten wydatowano metodą radiowęgla14C, jednak wyniki były niejednoznaczne. Uwzględniając dodatkowe informacje historyczne o dacie zaniku znajomości pisma rongorongo wśród mieszkańców wyspy, wskazuje się na interwał czasowy powstania zabytku 1706–1870, przy czym najbardziej prawdopodobny jest okres 1830–1870.
Uważa się, że pierwotnie inskrypcje pokrywały całą powierzchnię tabliczki, jednak ze względu na to, że przez jakiś czas przed trafieniem w ręce badaczy przebywała ona w niekorzystnym środowisku (przypuszczalnie porzucono ją w jaskini i leżała tam na ziemi) i była narażona na wilgoć, gnicie oraz destrukcyjne działanie stawonogów (głównie stonóg), które drążyły kanały w drewnie, to napisy przetrwały prawie wyłącznie na jednej stronie przedmiotu, na odwrotnej udało się dopiero w roku 2021 rozpoznać 15 znaków. Nawet na lepiej zachowanej stronie są obszerne wtórne ubytki tekstu. W późniejszym okresie (od pierwszej analizy w 1883 r.) nie doszło do wyraźnego pogorszenia stanu zachowania tabliczki. Szacuje się, że pełny zapis na tabliczce obejmował prawie 5300 znaków, tworzących ponad 4050 glifów w 28 liniach, i był to najdłuższy zapis wśród wszystkich znanych tekstów rongorongo, ale współcześnie widocznych jest tylko 387 glifów. Przed pisaniem wyryto na tabliczce równoległe do siebie i do dłuższej osi tabliczki płytkie bruzdy o wysokości 1,5 cm i tekst nanoszono w tych bruzdach, co ułatwiało pisanie w miarę równymi wierszami. Glify mają wysokość około 1 cm.
Tabliczka z Berlina jest jednym z 23 lub 24 artefaktów zapisanych rongorongo, jakie przetrwały do dziś i znajdują się w kolekcjach muzealnych. Uważa się, że jest to zapis w języku rapanui.